# Familiensitz
Als Familiensitz wird der Hauptwohnsitz einer adligen oder aristokratischen Familie oder Dynastie bezeichnet, zumeist ein Herrenhaus, oft verbunden mit einem landwirtschaftlichen Gutshof. Der Familiensitz spiegelt meist die soziale, ökonomische, politische oder historische Verbindung der Familie mit ihrem (Land)Besitz wider. Manche Familien übernahmen den Namen ihres Sitzes (etwa Habsburg, Hohenzollern, Windsor), oder benannten ihren Familiensitz nach ihrem Familiennamen. Diese Tradition wurde erstmals im 11. Jahrhundert im Domesday Book schriftlich erwähnt als caput („Haupt“). Die englische Bezeichnung family seat wird noch heute auf den Britischen Inseln benutzt.
Der Familiensitz muss nicht dem Stammsitz einer Familie entsprechen, welcher lediglich deren Herkunftsort beschreibt; heute bewohnen nur noch wenige Adelshäuser ihre ehemaligen Stammsitze. Beispielsweise stammt die Familie Hohenzollern ursprünglich aus der Burg Hohenzollern (ihre so genannte Stammburg), die heute aber lediglich noch für deren Familientreffen genutzt wird. Das Haus Habsburg hat seine Ursprünge in seiner Stammburg Habsburg im Kanton Aargau (Schweiz), später erklärten sie die Wiener Hofburg als Familiensitz. Nach dem Ersten Weltkrieg zog Otto von Habsburg nach Pöcking am Starnberger See, seither neuer Familiensitz der Habsburger.
In Schottland ist die Bezeichnung Clansitz verbreitet (von schottisch-gälisch clann „Kinder, Familie“, und „Wohnsitz“). Die großen Familienverbände der schottischen Clans führen ihre jeweilige Abstammung in der Väterlinie auf einen Stammvater zurück und werden geleitet von einem amtsinhabenden Oberhaupt, dem Clan Chief (Clanchef). Die Clans können alt und sehr groß sein und sind tief mit der schottischen Geschichte und Politik verwurzelt, viele Clanmitglieder führen heute noch prestigeträchtige Adelstitel, die innerhalb des Clans vererbt werden. Der Clansitz bildet den Hauptwohnsitz eines Clans, beispielsweise der Sitz des Clan Keith im Keith Hall Estate, Aberdeenshire.